# Museu de Blindados de Saumur
O Museu de Blindados de Saumur (em francês:  Musée des Blindés de Saumur) ou Museu General Estienne é um museu de tanques localizado no Vale do Loire, na França, na cidade de Saumur. É agora um dos maiores museus de tanques do mundo.
Inaugurado em 1977, sob a liderança do Coronel Michel Aubry, que convenceu tanto a hierarquia militar francesa quanto as autoridades políticas locais, nos antigos hangares do recinto de Beaufort, o museu mudou-se em 1996 para o n.º 1043 da estrada para Fontevraud, em instalações compradas à SEITA e remodeladas pelo Ministério da Defesa. Ocupa uma área de 22.000m² de forma a reunir as coleções então espalhadas, nomeadamente em Fontevraud, Bourges e Le Mans.
O museu recebe uma média de 45.000 visitantes por ano.
O museu foi renomeado "Musée des Blindés Général-Estienne" em homenagem ao general Jean-Baptiste Eugène Estienne, o criador da arma blindada francesa e chamado "Le Père des chars".

## Conteúdo
Iniciada há 45 anos com apenas algumas centenas de veículos sobre lagarta, tornou-se uma coleção de classe mundial que atrai visitantes interessados na história do desenvolvimento de tanques multinacionais, bem como especialistas de blindados profissionais. Desde o início, o Coronel Aubry tornou uma política fundamental do museu restaurar à condição de funcionamento tantos veículos históricos ou tecnicamente significativos quanto possível.

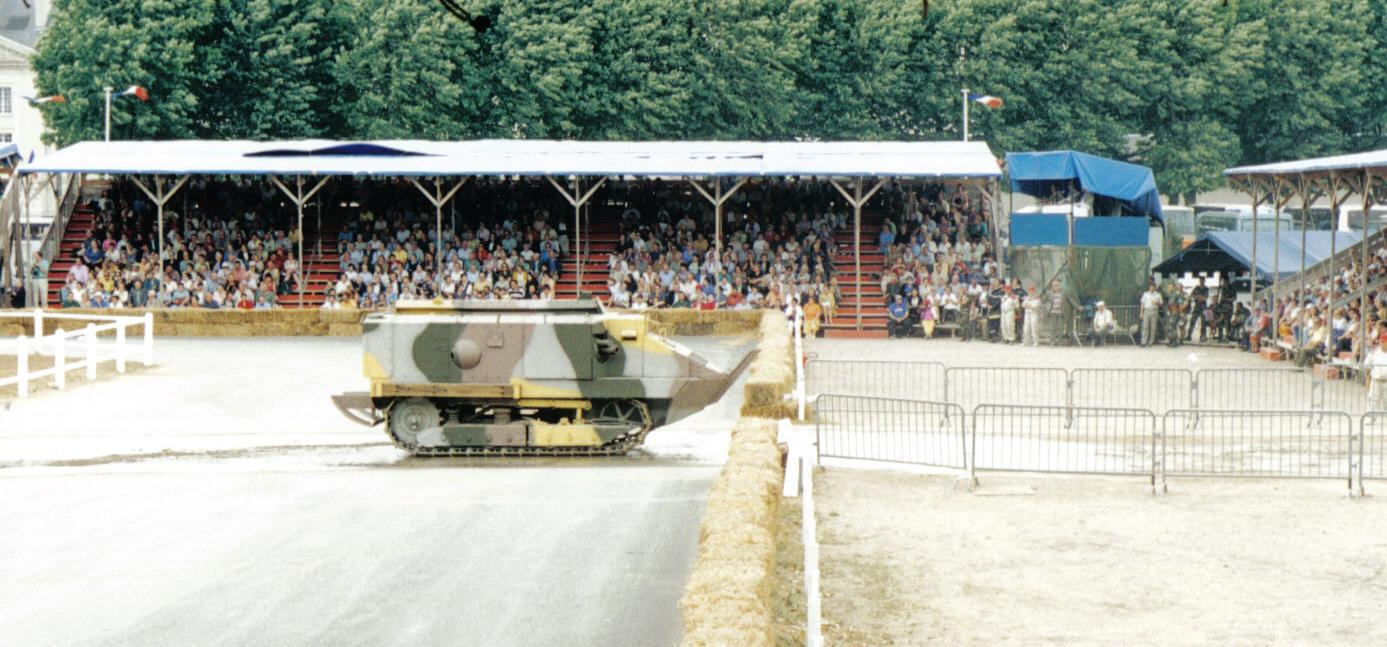
O tanque em funcionamento mais antigo do mundo, um Schneider CA1 (1916), participa do Carrossel anual de Saumur.

O museu tem a maior coleção de veículos blindados de combate do mundo e contém mais de 880 veículos, embora o Museu de Tanques de Bovington britânico tenha um número maior de tanques sobre lagartas. Por falta de espaço, menos de um quarto pode ser exibido, apesar da mudança para um prédio muito maior em 1993. Mais de 200 dos veículos estão totalmente funcionais, incluindo o único tanque alemão Tiger II sobrevivente ainda em pleno funcionamento. Ele costuma se apresentar na espetacular demonstração de blindados ao público, chamada Carrousel, que acontece no verão todos os anos. Saumur foi o tradicional centro de treinamento de cavalaria por mais de um século, mas agora mantém a atual Escola de Cavalaria de Saumur que é inteiramente dedicada ao treinamento de especialistas em blindados. O museu de blindados teve suas origens iniciais em uma coleção de estudos. Ainda é uma instituição estatal financiada pelo Exército, mas é administrada pela Association des Amis du Musée des Blindés, que publica uma revista anual substancial e incentiva a adesão do público. Há também um museu de cavalaria a cavalo tradicional separado na cidade de Saumur.

## História

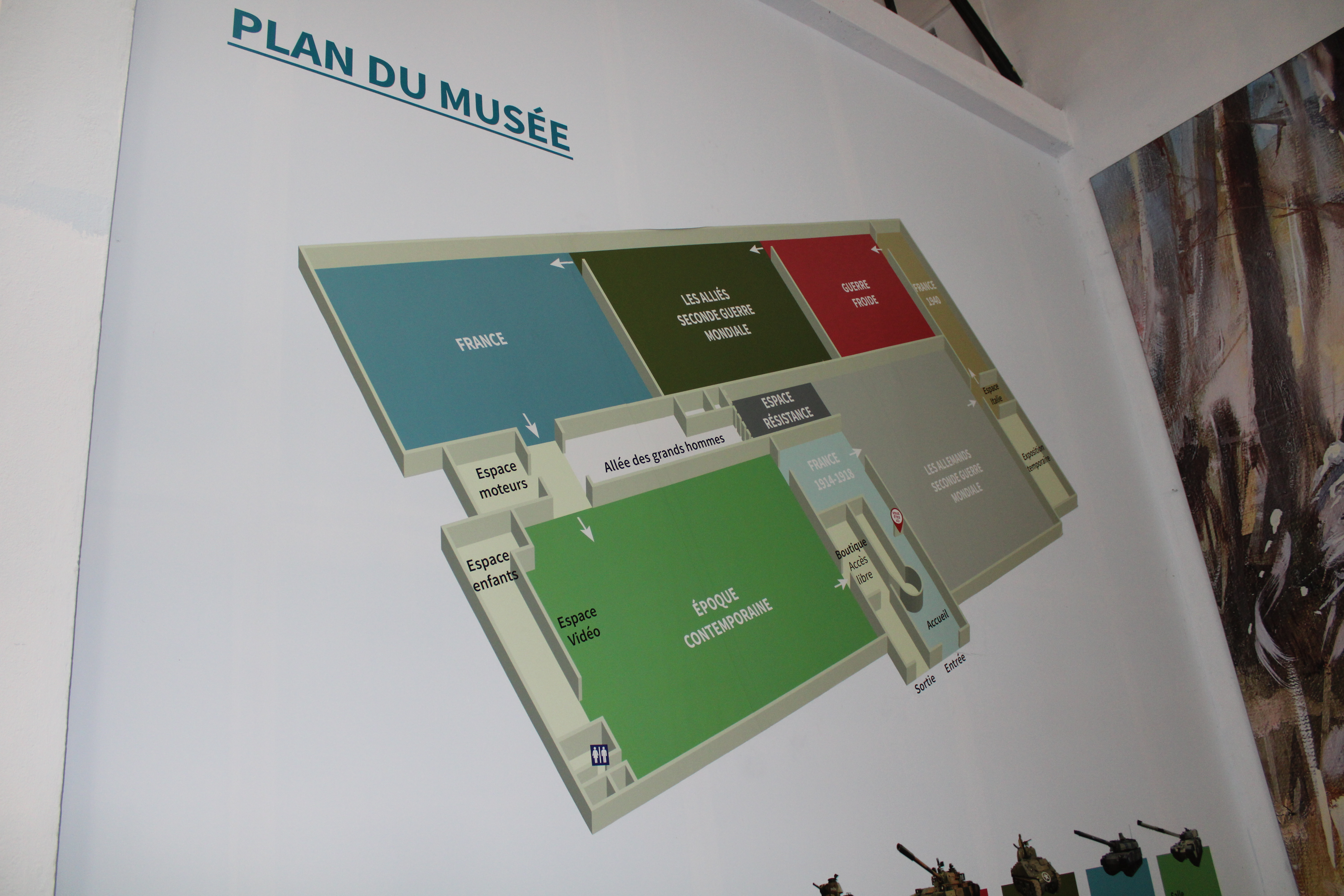
Mapa com o plano de visita do museu.

O Centro de Documentação de Veículos Blindados (CEDB) foi criado em 1965 e o primeiro museu foi inaugurado em 1977 em Clos Beaufort, com 200 veículos. Foi neste mesmo ano que foi criada a Associação dos Amigos do Museu Blindado (AAMB). O museu foi criado oficialmente por decreto de 29 de março de 1982. Em 1983, um convênio com o Ministério da Defesa confiou a gestão do museu à AAMB, que foi reconhecida como de utilidade pública em 1984. O museu mudou-se para suas instalações atuais em 1996, no número 1043 da estrada de Fontevraud, em Saumur.

O Museu Blindado e o Museu da Cavalaria, também sediado em Saumur, juntaram-se no seio da mesma associação reconhecida como de utilidade pública (association reconnue d'utilité publique, ARUP): a Associação dos Amigos do Museu Blindado e da Cavalaria (AAMBC). O atual presidente da associação é o Coronel (Ref.) Dubois. Segundo a placa na entrada do museu de Saumur:
“No final da Segunda Guerra Mundial, o estabelecimento AMX em Satory reuniu muitos veículos alemães recuperados de vários locais de batalha. Estes foram renovados e restaurados para serem estudados pelo exército francês. Foi o Coronel Aubry, fundador do Museu, que juntou estes inúmeros materiais e outros das mais diversas formações para ajudar na formação dos alunos da EAABC (École d'Application de l'Arme Blindée et Cavalerie / Escola de Aplicação das Armas Blindadas e Cavalaria).”

## Coleções

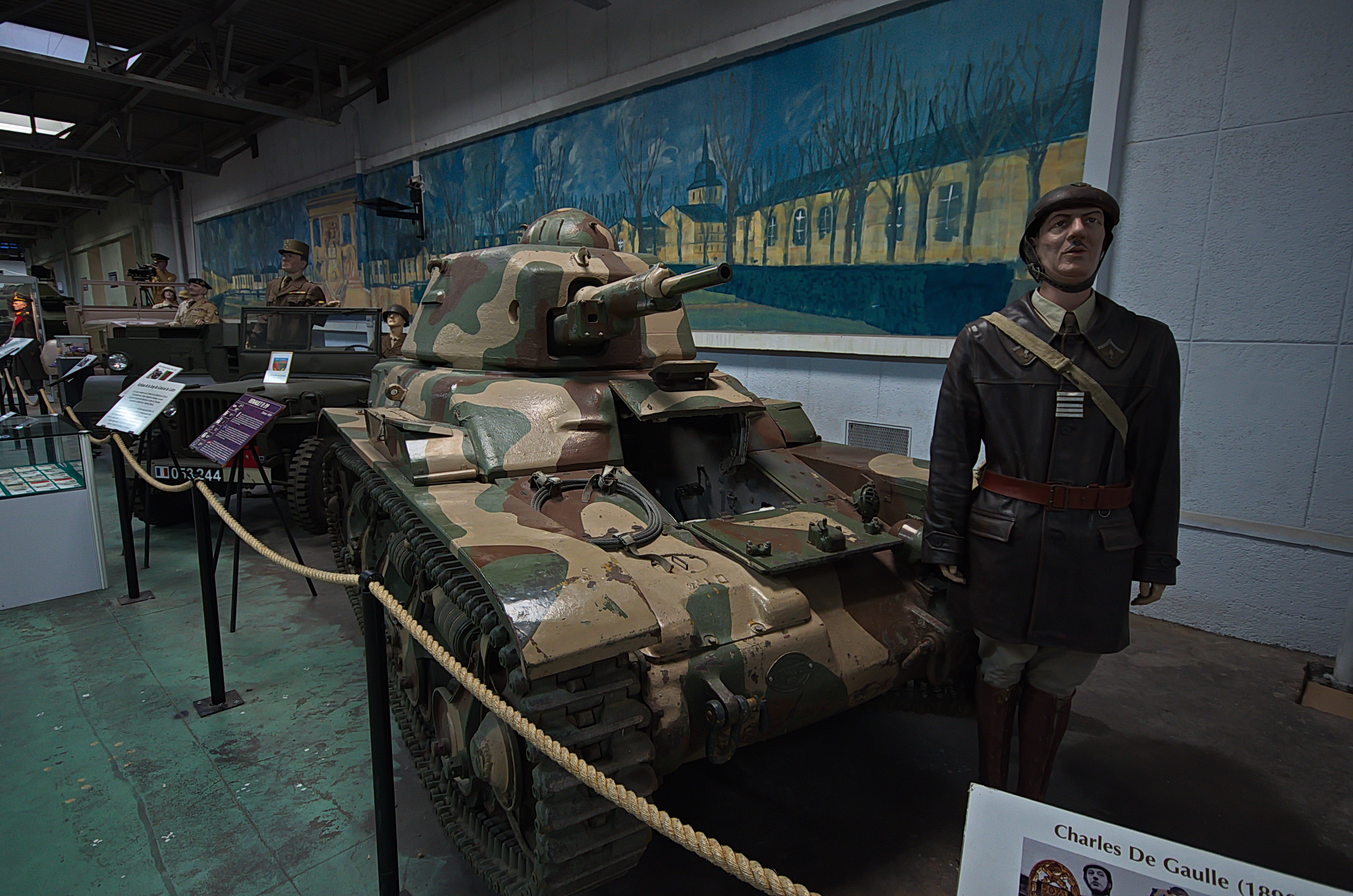
Estátua de cera do então Coronel Charles de Gaulle ao lado de um carro Hotchkiss H35/39 na Batalha da França, em 1940.

Mais de 800 veículos são apresentados ao público, incluindo 200 em funcionamento. Ao redor do museu, um parque de veículos blindados em estado de reparo aguarda sua restauração. No acervo encontram-se quase todos os veículos blindados usados pelo Exército Francês de 1917 até os dias atuais, do Schneider CA1 ao Leclerc. O material da Segunda Guerra Mundial está bem representado, com uma grande coleção de panzers alemães, incluindo um Tiger II de 70 toneladas em funcionamento, além de veículos de outros beligerantes - americanos, britânicos, italianos, etc.
Um salão é dedicado aos veículos blindados do extinto Pacto de Varsóvia, indo do T-34 ao T-72, enquanto outro apresenta tanques contemporâneos da OTAN dos anos 1970-1990, dos exércitos alemão (Leopard 1 e Leopard 2), americano (do M26 ao M60) e britânico (Centurion e Chieftain). Ainda na Guerra Fria, há um Cascavel brasileiro que foi capturado na Faixa de Auzu, na Líbia, e o Merkava israelense.
Um espaço de maquetes com mais de 600 dioramas apresenta veículos blindados em situações de batalha. O pintor das forças armadas, Florent Maussion, é o autor do afresco monumental (2015) da fachada da entrada.

## Veículos expostos

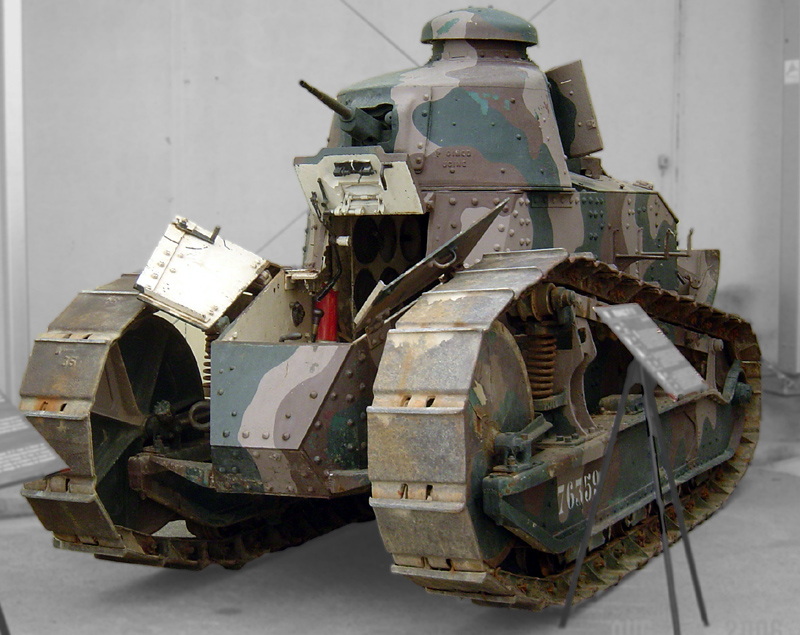
Renault FT.

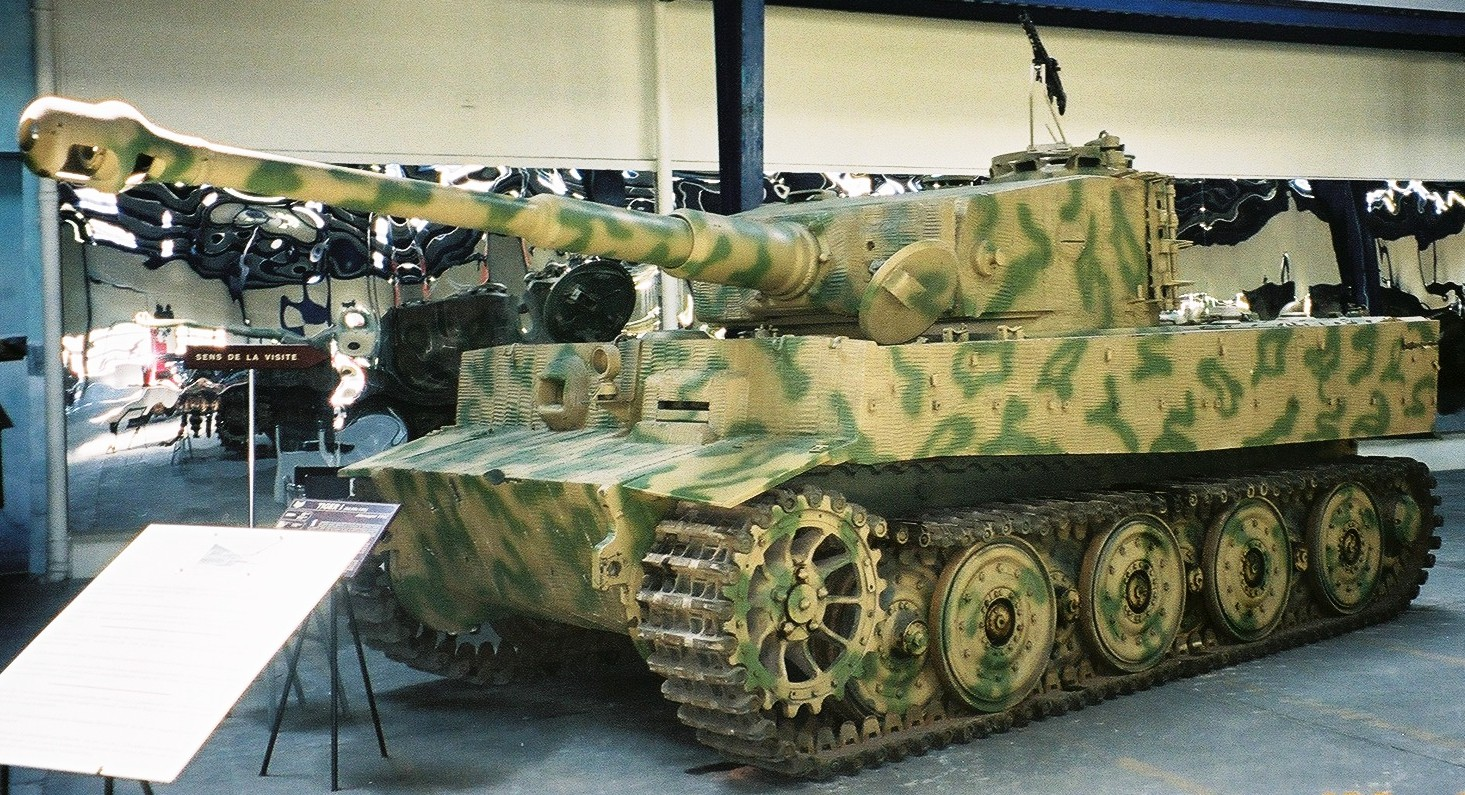
Tigre I.

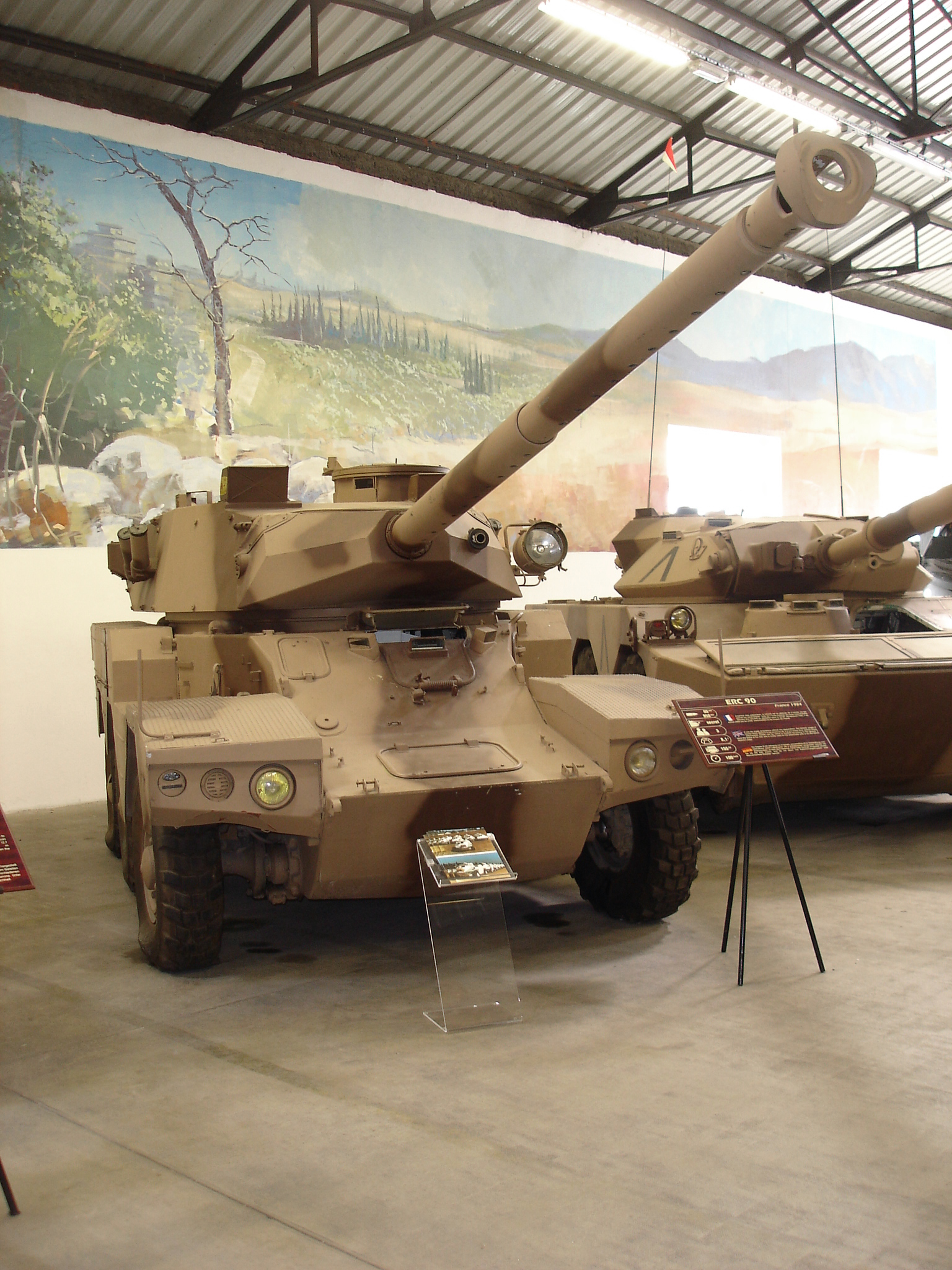
Panhard ERC-90.

Veículos blindados são apresentados em 11 salas temáticas. Esta seção fornece os destaques.
Primeira Guerra Mundial
São apresentados quatro veículos franceses, alguns ainda em condições de uso: Schneider CA1, Saint-Chamond, Renault FT e um caminhão Renault.
Campanha Francesa de 1940
São apresentados todos os principais veículos blindados em serviço no exército francês: Hotchkiss H39, Renault Char B1 bis, Somua S35, AMR 33 e Renault R35 entre outros.
Segunda Guerra Mundial - Aliados
EUA (M3 Lee, M4 Sherman, GMC DUKW "Duck"), britânicos (Matilda, Crusader, tanque Churchill Mk V), bem como veículos soviéticos (T-34, SU-100) são exibidos.
Segunda Guerra Mundial - Alemanha
28 veículos de combate blindados alemães bem preservados são mostrados, incluindo vários Marder I, Marder III, Panzer II, Panzer III, Panzer IV, Tiger I, Tiger II (em funcionamento), Jagdpanther e Panther.
Sala de Curiosidades
Esta sala inclui alguns veículos muito estranhos, como uma motocicleta Vespa 150 TAP carregando um canhão sem recuo de 75mm e alguns veículos reconstruídos para filmes históricos.
Pacto de Varsóvia
A BMP-1, T-54, T-62, BTR-70, BRDM-2 e T-72 são os destaques desta seção. Alguns deles são tanques iraquianos que foram capturados intactos durante a primeira Guerra do Golfo.
OTAN
Os tanques britânicos (Centurion, Chieftain, Conqueror), EUA (M26 Pershing, M47 Patton, M48 Patton, M60 Patton) e alemães (Leopard 1, Leopard 2) são apresentados.
Pós-Segunda Guerra Mundial - França
Existem alguns itens raros nesta seção, incluindo o AMX ELC bis, ARL 44, AMX 50, AMX 40, um AMX 30 com um míssil Pluton de ponta nuclear, além de modelos mais comuns como o AMX 13, AMX 10 P, AMX 10 RC, AMX 30 e Leclerc.
Todos os veículos militares franceses experimentais onde o desenvolvimento foi abandonado são mantidos aqui. As vastas salas de armazenamento são acessíveis apenas a convidados especiais. Há uma enorme biblioteca, arquivando os registros da história dos blindados franceses. O museu foi renomeado em homenagem ao General Jean Baptiste Eugène Estienne, o criador da arma blindada francesa, apelidado "Père des Chars".

### Museus de tanques
- Museu de Tanques de Cavalaria - Índia
- Museu Alemão de Blindados de Munster - Alemanha
- Museu de Blindados de Kubinka - Rússia
- Museu de Veículos de Defesa Arsenalen - Suécia
- Museu Militar de Lešany - República Checa
- Museu do Exército Polonês - Grande coleção de veículos blindados soviéticos, ocidentais e poloneses.
- Museu de Tanques de Parola - Finlândia
- Museu de Tanques de Bovington - Reino Unido
- Museu Real de Tanques – Jordânia
- Museu de Yad La-Shiryon - Israel
- Museu do Patrimônio Americano - Estados Unidos
- Museu Militar da Base de Borden - Canadá